# توكل أباد دو (نغار بردسير)
توکل أباد دو (بالإنجليزية: Tavakkolabad-e Do, Bardsir)‏ هي مستوطنة تقع في إيران في كرمان.